# Lågpaskarn
Lågpaskarn är en ö i Finland. Den ligger i Bottenviken och i kommunen Jakobstad i den ekonomiska regionen  Jakobstadsregionen i landskapet Österbotten, i den västra delen av landet. Ön ligger omkring 82 kilometer nordöst om Vasa och omkring 410 kilometer norr om Helsingfors.
Öns area är 6,1 hektar och dess största längd är 430 meter i nord-sydlig riktning. I omgivningarna runt Lågpaskarn växer i huvudsak blandskog.